# Parole (Pologne)
Pour les articles homonymes, voir Parole (homonymie).
Parole (prononciation : [paˈrɔlɛ]) est un village polonais de la gmina de Nadarzyn situé dans le powiat de Pruszków de la voïvodie de Mazovie, dans le centre-est de la Pologne.
Il se situe à environ 7 kilomètres au sud de Nadarzyn (siège de la Gmina), 15 kilomètres au sud de Pruszków (siège de la Powiat) et à 24 kilomètres au sud-ouest de Varsovie (capitale de la Pologne).

## Histoire
De 1975 à 1998, le village appartenait administrativement à la voïvodie de Varsovie.